# Очковый масковый певун
Очко́вый масковый певу́н (лат. Oporornis agilis) — вид певчих птиц семейства древесницевых. Единственный представитель рода Oporornis. Подвидов не выделяютПерелётная птица. Гнездится на севере Северной Америки (Канада и север США); зимует в Южной Америке.

## Описание
Очковый масковый певун достигает длины 13—15 см и массы от 10,3 до 17,3 г; размах крыльев составляет 22—23 см. Верхняя часть тела от оливкового до оливково-коричневого цвета, нижняя часть — жёлтая. Хорошо выражено полное окологлазное кольцо белого цвета. У взрослых самцов голова и грудь окрашены в серый или синевато-серый цвет; грудь покрыта крапинками от тёмно-серого до сланцевого цвета, которые иногда сливаются в сплошное пятно. Клюв черноватый с розоватым основанием. Радужная оболочка черноватая. Ноги розовые. Окраска оперения самок более тусклая, особенно на голове и затылке. 
Оперение у птенцов в течение недели после оперения пёстрое, коричневатое или оливковое, окологлазное кольцо жёлтое. Молодые особи в возрасте одного года напоминают взрослых самок, но более тусклые, макушка у них тускло-оливковая или коричневато-оливковая, горло охристое, нижняя часть тела тускло-жёлтая.
Осенью и в период зимовки, благодаря сочетанию линьки и изнашивания перьев, оперение у всех возрастных/половых групп становится немного тусклее, чем весной.

## Распространение и миграции
Очковый масковый певун гнездится в Канаде (северо-восток Британской Колумбии, юго-запад Северо-Западных территорий, север и центр Альберты, центр и юг Саскачевана, центр и юг Манитобы, северо-центральная часть Онтарио на юге до северного берега озера Верхнее и  Су-Сент-Мари, а также западно-центральная часть Квебека) и на севере США (северная часть района Великих озер на северо-востоке Миннесоты, севере Висконсина и севера Мичигана). 
Зимой эти птицы мигрируют в бассейн Амазонки в Южной Америке. Наблюдались в Колумбии (север и юго-восток), Венесуэле (северо-восток и внутренние районы), Гайане (на границе) и Перу (юг). Очковый масковый певун выбирает разные маршруты миграции весной и осенью, что является нетипичным поведением для перелётных птиц. Весной они обычно пролетают через Средний Запад и лишь изредка мигрируют через Восточное побережье США, но осенью через Восточное побережье проходит большее количество перелетных птиц. Некоторые особи пролетают над открытой водой, задокументированы пролёты над Карибским морем к Антильским островам.